# Paradas
Paradas est une commune située dans la province de Séville de la communauté autonome d’Andalousie en Espagne.

## Géographie

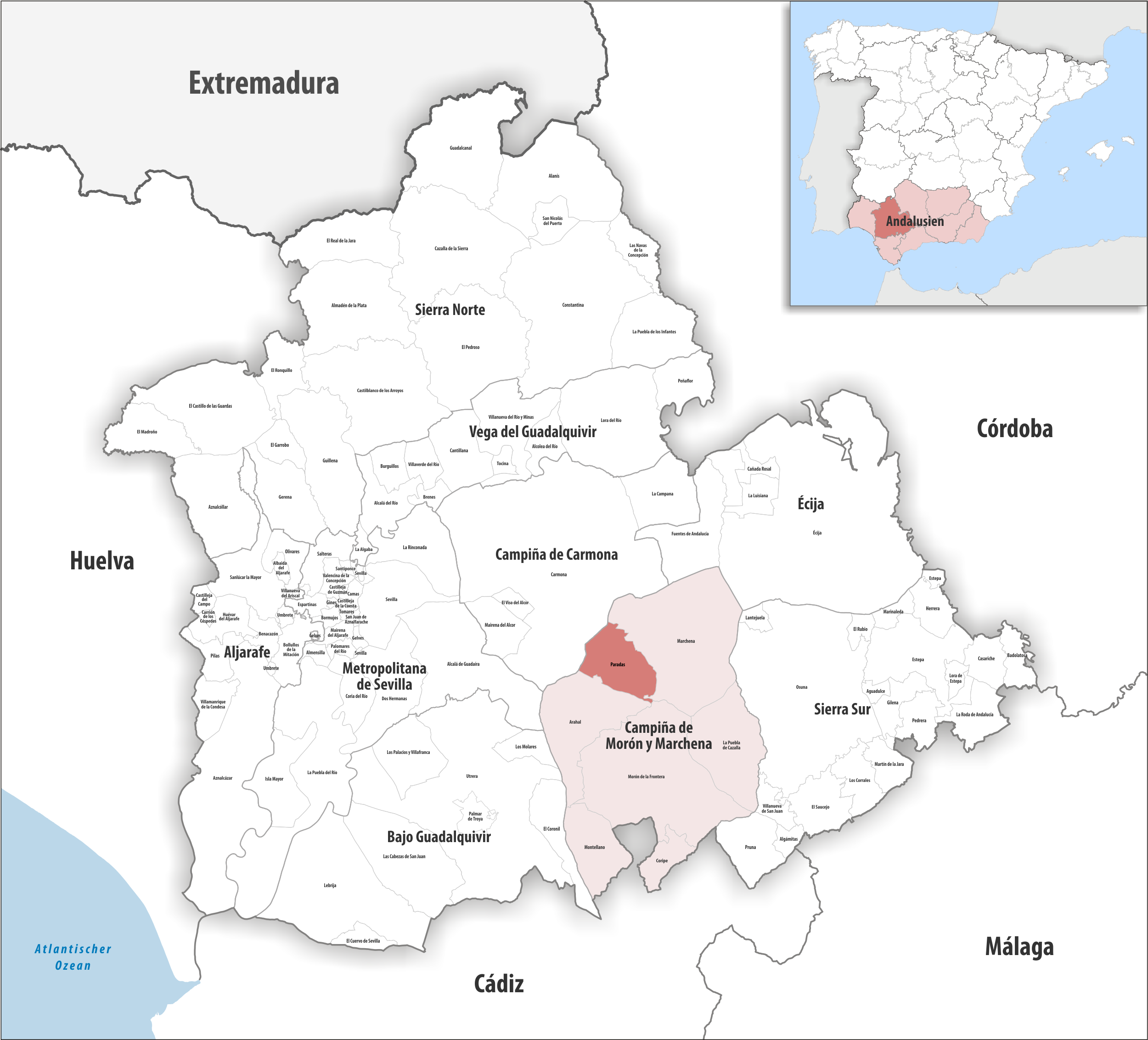
Paradas dans la province de Séville / en Andalousie

### Localisation
La commune de Paradas est dans la comarque Campiña de Morón et Marchena qui jouxte la province de Cadix au sud.
Séville est à 52 km ouest ;
Malaga à 150 km sud-est ;
Gibraltar à 213 km sud ;
Algésiras à 196 km sud ;
Jerez de la Frontera à 102 km sud-ouest ;
Cadix à 133 km sud-ouest.

## Administration
| Période                                  | Période | Identité                | Étiquette | Qualité |
| ---------------------------------------- | ------- | ----------------------- | --------- | ------- |
| 2007                                     | 2011    | Manuel Portillo Pastor  | PSOE      |         |
| 2011                                     | actuel  | Rafael Cobano Navarrete | IU-LV-CA  | Maire   |
| Les données manquantes sont à compléter. |         |                         |           |         |

## Personnalités liées à Paradas
- André Villeboeuf (1893-1956), peintre, graveur et écrivain parisien fortement attaché à Séville et l'Andalousie, était un habitué de Paradas et y est décédé en mai 1956. Une rue de Paradas est aujourd'hui appelée Calle André Villeboeuf.

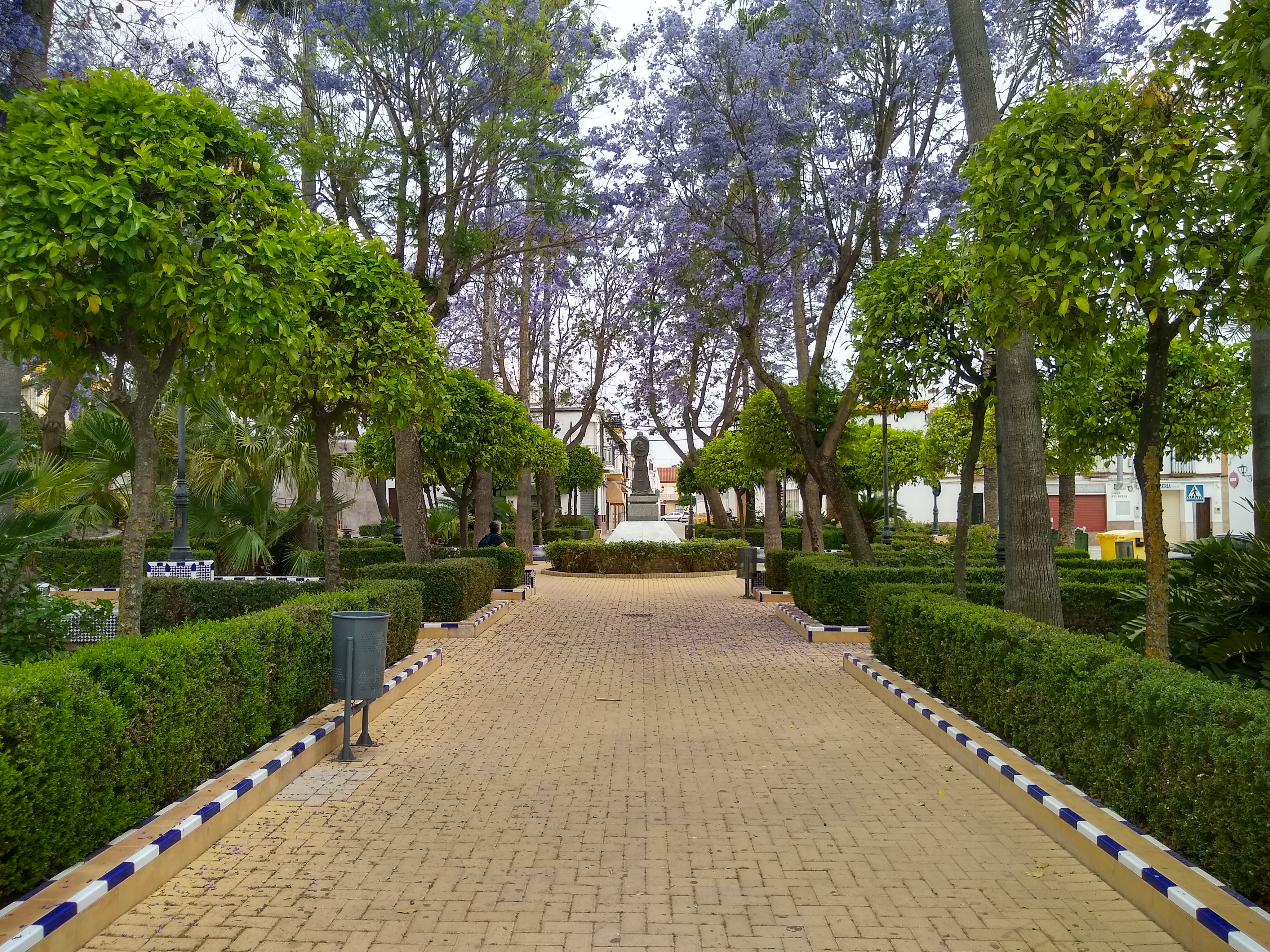
Jardins de Gregorio Marañón
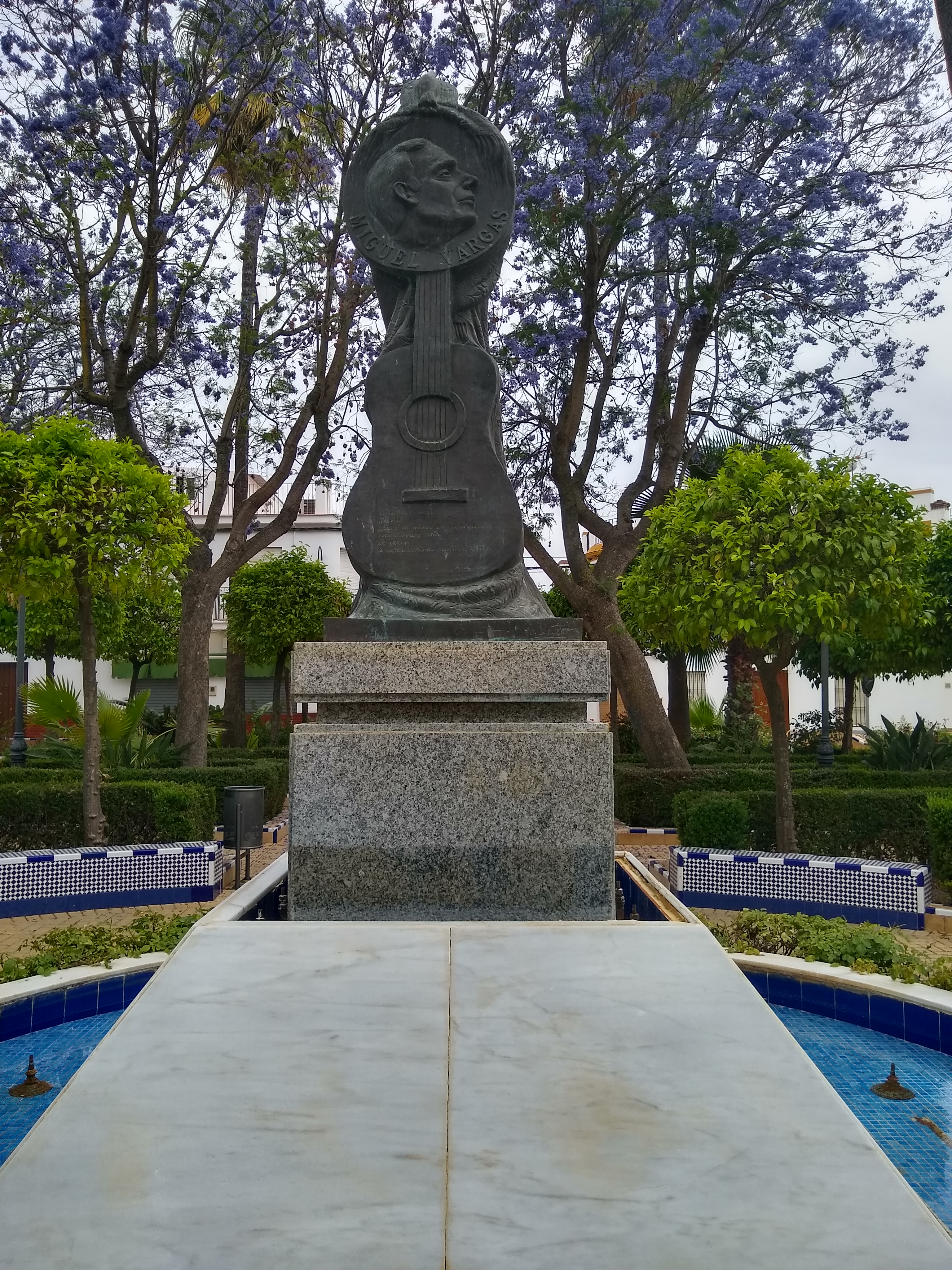
Monument à Miguel Vargas
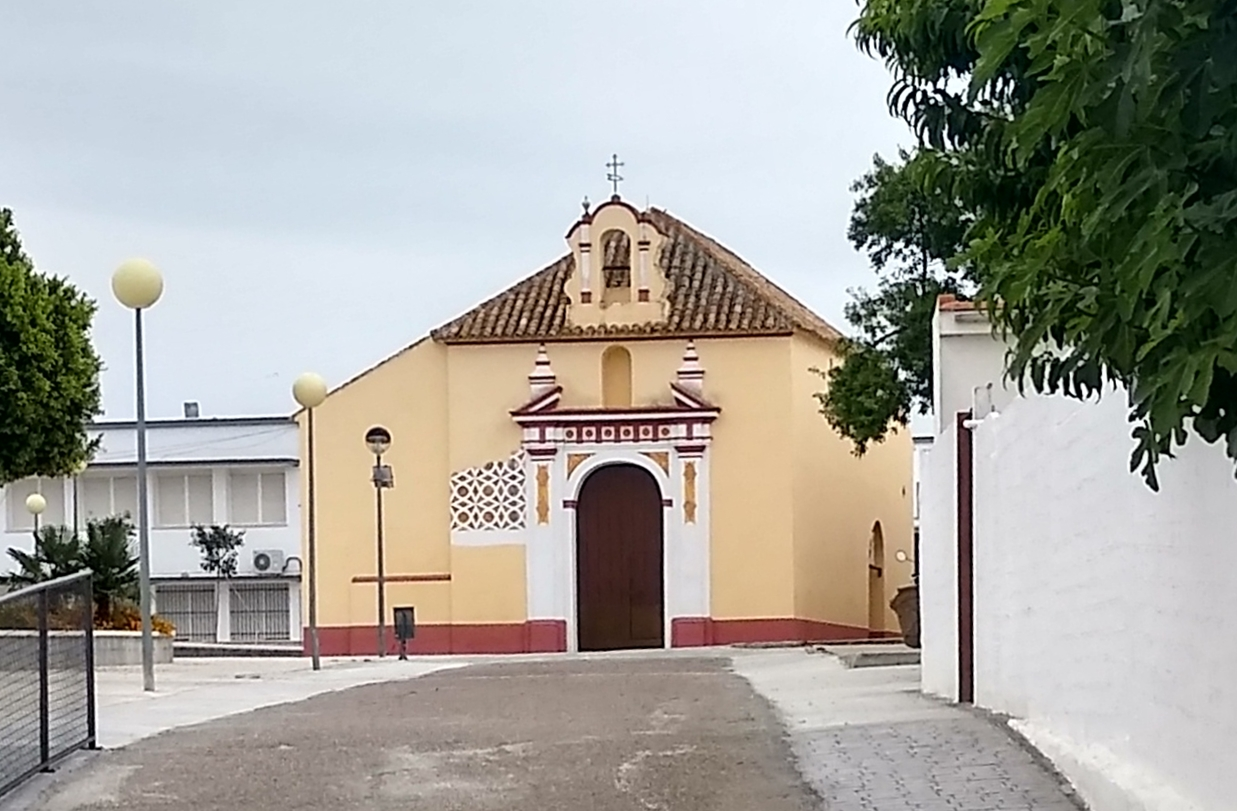
Chapelle Saint-Alban
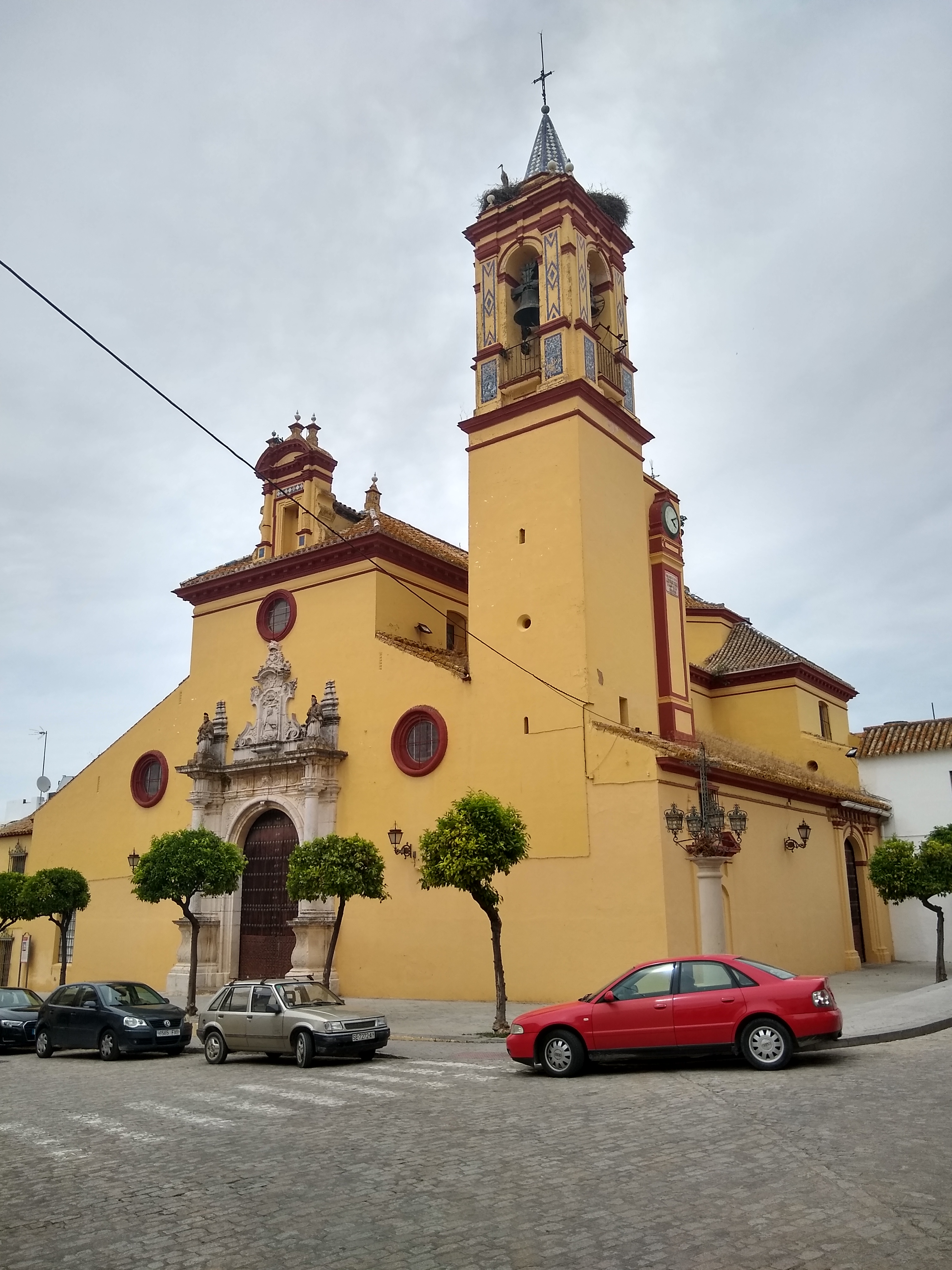
Église Saint-Eutrope